# Лужки (Климовский район)
Лужки — посёлок в Климовском районе Брянской области, в составе Лакомобудского сельского поселения.

## История
В 1961 году указом Президиума Верховного Совета РСФСР посёлок Замотаевка  переименовано в Лужки.

## Население
| 2010 | 2013 |
| ---- | ---- |
| 14   | ↘8   |